# Пуйя
Пуйя (лат. Puya) — род южноамериканских многолетних травянистых растений трибы Пуйевые (Puyeae) подсемейства Питкерниевые (Pitcairnioideae) семейства Бромелиевые (Bromeliaceae).

## Распространение
Основной ареал приурочен к горной цепи Анд — от Колумбии до центрального Чили. Два вида произрастают в Коста-Рике.

## Биологическое описание
Все представители (более 225 таксонов) — наземные многолетние травянистые ксерофиты, размеры растений от средних до очень крупных (Puya raimondii достигает в высоту 10 м во время цветения). Представители это рода являются наиболее приспособленными к неблагоприятным условиям среди всех бромелиевых, они могут существовать в условиях высокой влажностью и низких температур парамо, иссушающих ветров пуны, крайне редких осадков Атакамы и засушливых плато центрального Чили.
Листья линейные, с колючками, собраны в розетки. Цветки различной окраски, у одних видах одиночные, у других — собраны в метельчатые, колосовидные или кистевидные соцветия.

## Внутриродовая систематика
Род разделяется на два подрода:
- Puya, у представителей которого концы веточек соцветия стерильны (только 8 видов),
- Puyopsis (все остальные виды), не имеющие стерильных вершин цветущих веточек.

## Хозяйственное значение и применение
Мягкие части стебля и листовые влагалища некоторых видов употребляются в пищу местным населением.
Из разных видов пуйи в Южной Америке добывают камедь чагваль (лат. Chagualgummi, Magueygummi), имеющую вид плоских или округлых кусков толщиной в 0,2—1,5 см, как бы являющихся обломками соответственного цилиндра, бесцветных или окрашенных в жёлтый цвет, иногда — значительно темнее; в порошок превращается не особенно трудно; вкус чисто слизистый. По составу представляет весьма богатую бассорином слизь, декстрина не включает, сахара — следы, воды — около 13,5 % и около 2,4 % минеральных веществ. В воде растворяется всего лишь около 16 % камеди, что соответствует растворимой части трагаканта; в горячей воде растворимость значительно увеличивается. Более светлые куски применяются в крашении подобно трагаканту.

## Виды
- Puya adscendens L.B. Smith
- Puya aequatorialis André 
  - var. albiflora André
- Puya alata L.B. Smith
- Puya alba L.B. Smith
- Puya alpestris (Poeppig) Gay — Пуйя альпийская
- Puya alpicola L.B. Smith
- Puya angelensis E. Gross & Rauh
- Puya angulonis L.B. Smith
- Puya angusta L.B. Smith
- Puya antioquiensis L.B. Smith & R.W. Read
- Puya araneosa L.B. Smith
- Puya argentea L.B. Smith
- Puya aristeguietae L.B. Smith
- Puya asplundii L.B. Smith
- Puya assurgens L.B. Smith
- Puya atra L.B. Smith
- Puya barkleyana L.B. Smith
- Puya bermejana Gómez, Slanis & Grau
- Puya × berteroniana Mez — Пуйя Бертеро
- Puya bicolor Mez
- Puya boliviensis Baker
- Puya boopiensis R. Vásquez, Ibisch & R. Lara — Пуйя боливийская
- Puya boyacana Cuatrecasas
- Puya brachystachya (Baker) Mez
- Puya brackeana Manzanares & W. Till
- Puya brittoniana Baker
- Puya cajasensis Manzanares & W. Till
- Puya cardenasii L.B. Smith
- Puya cardonae L.B. Smith
- Puya casmichensis L.B. Smith
- Puya castellanosii L.B. Smith
- Puya cerrateana L.B. Smith
- Puya chilensis Molina — Пуйя чилийская
- Puya claudiae Ibisch, R. Vásquez & E. Gross
- Puya clava-herculis Mez & Sodiro — Пуйя «булава Геркулеса»
- Puya cleefii L.B. Smith & R.W. Read
- Puya cochabambensis R. Vásquez & Ibisch
- Puya coerulea Lindley — Пуйя голубая
  - var. violacea (Brongniart) Smith
  - var. monteroana (Smith & Looser) Smith & Looser
  - var. intermedia (Smith & Looser) Smith & Looser
- Puya commixta L.B. Smith
- Puya compacta L.B. Smith
- Puya coriacea L.B. Smith
- Puya cristata L.B. Smith
- Puya cryptantha Cuatrecasas
- Puya ctenorhyncha L.B. Smith
- Puya cuatrecasasii L.B. Smith
- Puya cuevae Manzanares & W. Till
- Puya cylindrica Mez
- Puya dasylirioides Standley — Пуйя дазилириевидная
- Puya densiflora Harms
- Puya depauperata L.B. Smith
- Puya dichroa L.B. Smith & R.W. Read
- Puya dodsonii Manzanares & W. Till
- Puya dolichostrobila Harms
- Puya dyckioides (Baker) Mez — Пуйя диккиевидная
- Puya elviragrossiae R. Vásquez & P.L. Ibisch
- Puya entre-riosensis Ibisch & E. Gross
- Puya erlenbachiana Ibisch & R. Vásquez
- Puya eryngioides André
- Puya exigua Mez
- Puya exuta L.B. Smith & R.W. Read
- Puya fastuosa Mez
- Puya ferox Mez
- Puya ferreyrae L.B. Smith
- Puya ferruginea (Ruiz & Pavón) L.B. Smith
- Puya fiebrigii Mez
- Puya floccosa (Linden) E. Morren 
  - var. compacta L.B. Smith
- Puya fosteriana L.B. Smith — Пуйя Фостера
- Puya fulgens L.B. Smith
- Puya furfuracea (Willdenow) L.B. Smith
- Puya gargantae L.B. Smith
- Puya gerd-muelleri W. Weber
- Puya gerdae W. Weber
- Puya gigas André
- Puya gilmartiniae G.S. Varadarajan & Flores — Пуйя Гильмартина
- Puya glabrescens L.B. Smith
- Puya glandulosa L.B. Smith
- Puya glareosa L.B. Smith
- Puya glaucovirens Mez
- Puya glomerifera Mez & Sodiro
- Puya goudotiana Mez
- Puya gracilis L.B. Smith
- Puya grafii Rauh
- Puya grandidens Mez
- Puya grantii L.B. Smith
- Puya grubbii L.B. Smith
- Puya gutteana W. Weber
- Puya hamata L.B. Smith — Пуйя крючковатая
- Puya harmsii (Castellanos) Castellanos
- Puya herrerae Harms
- Puya herzogii Wittmack
- Puya hirtzii Manzanares & W. Till
- Puya hofstenii Mez
- Puya horrida L.B. Smith & R.W. Read
- Puya hortensis L.B. Smith — Пуйя садовая
- Puya huancavelicae L.B. Smith
- Puya humilis Mez
- Puya hutchisonii L.B. Smith
- Puya ibischii R. Vásquez
- Puya iltisiana L.B. Smith
- Puya isabellina Mez
- Puya joergensenii H. Luther
- Puya killipii Cuatrecasas
- Puya kuntzeana Mez
- Puya laccata Mez
- Puya lanata Kunth — Пуйя шерстистая
- Puya lanuginosa (Ruiz & Pavón) Schultes f.
- Puya larae R. Vásquez & Ibisch
- Puya lasiopoda L.B. Smith
- Puya laxa L.B. Smith — Пуйя рыхлая
- Puya lehmanniana L.B. Smith
- Puya leptostachya L.B. Smith
- Puya lilloi Castellanos
- Puya lineata Mez
- Puya llatensis L.B. Smith
- Puya lokischmidtiae R. Vásquez & Ibisch
- Puya longisepala Mez
- Puya longispina Manzanares & W. Till
- Puya longistyla Mez
- Puya lopezii L.B. Smith
- Puya × loxensis Manzanares & W. Till
- Puya lutheri W. Till
- Puya macbridei L.B. Smith 
  - ssp. yungayensis W. Weber
- Puya macropoda L.B. Smith
- Puya macrura Mez
- Puya maculata L.B. Smith
- Puya mariae L.B. Smith
- Puya medica L.B. Smith
- Puya membranacea L.B. Smith
- Puya meziana Wittmack — Пуйя Меца
- Puya micrantha Mez — Пуйя мелкоцветковая
- Puya mima L.B. Smith & R.W. Read
- Puya minima L.B. Smith
- Puya mirabilis (Mez) L.B. Smith — Пуйя удивительная
- Puya mitis Mez
- Puya mollis Baker
- Puya mucronata Manzanares
- Puya nana Wittmack
- Puya navarroana Manzanares & W. Till
- Puya nigrescens L.B. Smith
- Puya nitida Mez 
  - var. glabrior L.B. Smith & R.W. Read
- Puya nivalis Baker
- Puya nutans L.B. Smith — Пуйя поникающая
- Puya obconica L.B. Smith
- Puya occidentalis L.B. Smith
- Puya ochroleuca Betancur & Callejas
- Puya olivacea Wittmack
- Puya oxyantha Mez
- Puya pachyphylla R. Vásquez & Ibisch
- Puya parviflora L.B. Smith
- Puya pattersoniae Manzanares & W. Till
- Puya paupera Mez
- Puya pearcei (Baker) Mez
- Puya penduliflora L.B. Smith
- Puya × pichinchae Mez & Sodiro
- Puya pitcairnioides L.B. Smith
- Puya pizarroana R. Vásquez, Ibisch & St. Beck
- Puya ponderosa L.B. Smith
- Puya potosina L.B. Smith
- Puya pratensis L.B. Smith
- Puya prosanae Ibisch & E. Gross
- Puya pseudoeryngioides H. Luther
- Puya pygmaea L.B. Smith — Пуйя крошечная
- Puya pyramidata (Ruiz & Pavón) Schultes f.
- Puya quillotana W. Weber
- Puya raimondii Harms — Пуйя Раймонда
- Puya ramonii L.B. Smith
- Puya ramosa L.B. Smith
- Puya rauhii L.B. Smith
- Puya reducta L.B. Smith
- Puya reflexiflora Mez
- Puya retrorsa Gilmartin
- Puya riparia L.B. Smith
- Puya robin-fosteri H. Luther
- Puya roezlii E. Morren
- Puya roldanii Betancur & Callejas
- Puya roseana L.B. Smith
- Puya rusbyi (Baker) Mez
- Puya sagasteguii L.B. Smith
- Puya sanctae-crucis (Baker) L.B. Smith
- Puya sanctae-martae L.B. Smith
- Puya santanderensis Cuatrecasas
- Puya santosii Cuatrecasas 
  - var. verdensis Cuatrecasas
- Puya secunda L.B. Smith
- Puya sehuencasensis R. Vásquez, Ibisch & R. Lara
- Puya silvae-baccae L.B. Smith & R.W. Read
- Puya simulans L.B. Smith
- Puya smithii Castellanos
- Puya sodiroana Mez
- Puya solomonii G.S. Varadarajan
- Puya spathacea (Grisebach) Mez
- Puya stenothyrsa (Baker) Mez
- Puya stipitata L.B. Smith
- Puya strobilantha Mez
- Puya textoragricolae W. Weber
- Puya thomasiana André
- Puya tillii Manzanares
- Puya tovariana L.B. Smith
- Puya trianae Baker 
  - var. amplior L.B. Smith & R.W. Read
- Puya tristis L.B. Smith
- Puya trollii L.B. Smith
- Puya tuberosa Mez — Пуйя клубневая
- Puya tunarensis Mez
- Puya ugentiana L.B. Smith
- Puya ultima L.B. Smith
- Puya valida L.B. Smith
- Puya vargasiana L.B. Smith
- Puya vasquezii Ibisch & E. Gross
- Puya venezuelana L.B. Smith
- Puya venusta Philippi — Пуйя красивая
- Puya vestita André
- Puya volcanensis Castillon
- Puya weberbaueri Mez
- Puya weberiana E. Morren ex Mez
- Puya weddelliana (Baker) Mez
- Puya werneriana R.W. Read & L.B. Smith
- Puya westii L.B. Smith
- Puya wrightii L.B. Smith
- Puya wurdackii L.B. Smith
- Puya yakespala Castellanos